# Dalbulus guevarai
Dalbulus guevarai är en insektsart som beskrevs av Delong 1950. Dalbulus guevarai ingår i släktet Dalbulus och familjen dvärgstritar. Inga underarter finns listade i Catalogue of Life.